# 利奇站
利奇站是文茨皮尔斯-图库姆斯铁路线上的一个火车站，车站建于1926年并于同年投入使用。